# Гермес, Андреас
Андре́ас Ге́рмес (нем. Andreas Hermes; 18 июля 1878, Кёльн — 4 января 1964, Крелинген) — немецкий учёный и государственный деятель времен Веймарской республики, участник немецкого Сопротивления нацизму.
Родился в Кёльне, изучал сельское хозяйство и философию в университетах Бонна, Йены и Берлина. После чего работал преподавателем и сельскохозяйственным советником. в 1906 году в Йенском университете защитил докторскую диссертацию по теме «Оптимизация севооборота». Перед Первой мировой войной и в течение неё занимал различные ученые и консультативные должности в области сельского хозяйства.
В 1919 году он был определён в имперское министерство экономики в Берлине. В 1920 году стал министром продовольствия страны, а с октября 1921 по август 1923 года возглавлял ещё и министерство Финансов. Следующие четыре года (1924—1928) он был членом Прусского парламента, а затем вошёл в состав депутатов рейхстага. Там он представлял интересы центристской партии. В период с 1930 по 1932 годы являлся президентом Ассоциации немецких сельскохозяйственных кооперативов и президентом Ассоциации немецких фермерских союзов.
С приходом нацистов к власти перешёл в открытую оппозицию, провёл 4 месяца в тюрьме. В 1936 году был изгнан из страны в Колумбию. Накануне Второй мировой войны вернулся в Германию к своей семье, с которой был разлучён эти годы.
Находился в тесном контакте с Карлом Гёрделером и другими участниками «кружка Крайзау», был заочно назначен ими министром сельского хозяйства в случае успешного развития заговора 20-го июля. 11 января 1945 года Народной судебной палатой был приговорён к смерти, но благодаря ходатайствам жены приговор был отсрочен. Гермес выжил только благодаря вступлению советских войск в Берлин.
После войны участвовал в образовании партии Христианско-демократический союз в Берлине, в Советской зоне оккупации Германии. Вошёл в руководство партии, но столкнувшись с противодействием военной администрации, перебрался на Запад в Бонн. С 1947 по 1948 годы входил в состав Экономического совета и возглавлял Продовольственный комитет. С 1948 по 1954 годы был президентом Немецкой ассоциации фермеров.